# Hastière
Hastière är en kommun i Belgien.   Den ligger i provinsen Namur och regionen Vallonien, i den södra delen av landet, 80 km söder om huvudstaden Bryssel. Antalet invånare är 5 594.
I omgivningarna runt Hastière växer i huvudsak blandskog. Runt Hastière är det tätbefolkat, med 266 invånare per kvadratkilometer.